# Varga Zoltán (labdarúgó, 1977)
Varga Zoltán (Jászberény, 1977. augusztus 19. –) magyar labdarúgó.

## Sikerei, díjai
- ZTE:
  - Magyar bajnoki bronzérmes: 2007
- Győri ETO:
  - Magyar bajnoki bronzérmes: 2008